# جرالد تینکر
جرالد تینکر (انگلیسی: Gerald Tinker؛ زادهٔ ۱۹ ژانویهٔ ۱۹۵۱) دونده و بازیکن فوتبال آمریکایی اهل ایالات متحده آمریکا است.
از باشگاه‌هایی که در آن بازی کرده‌است می‌توان به گرین بی پکرز و آتلانتا فالکونز اشاره کرد.